# Tour Poudrière de Prague

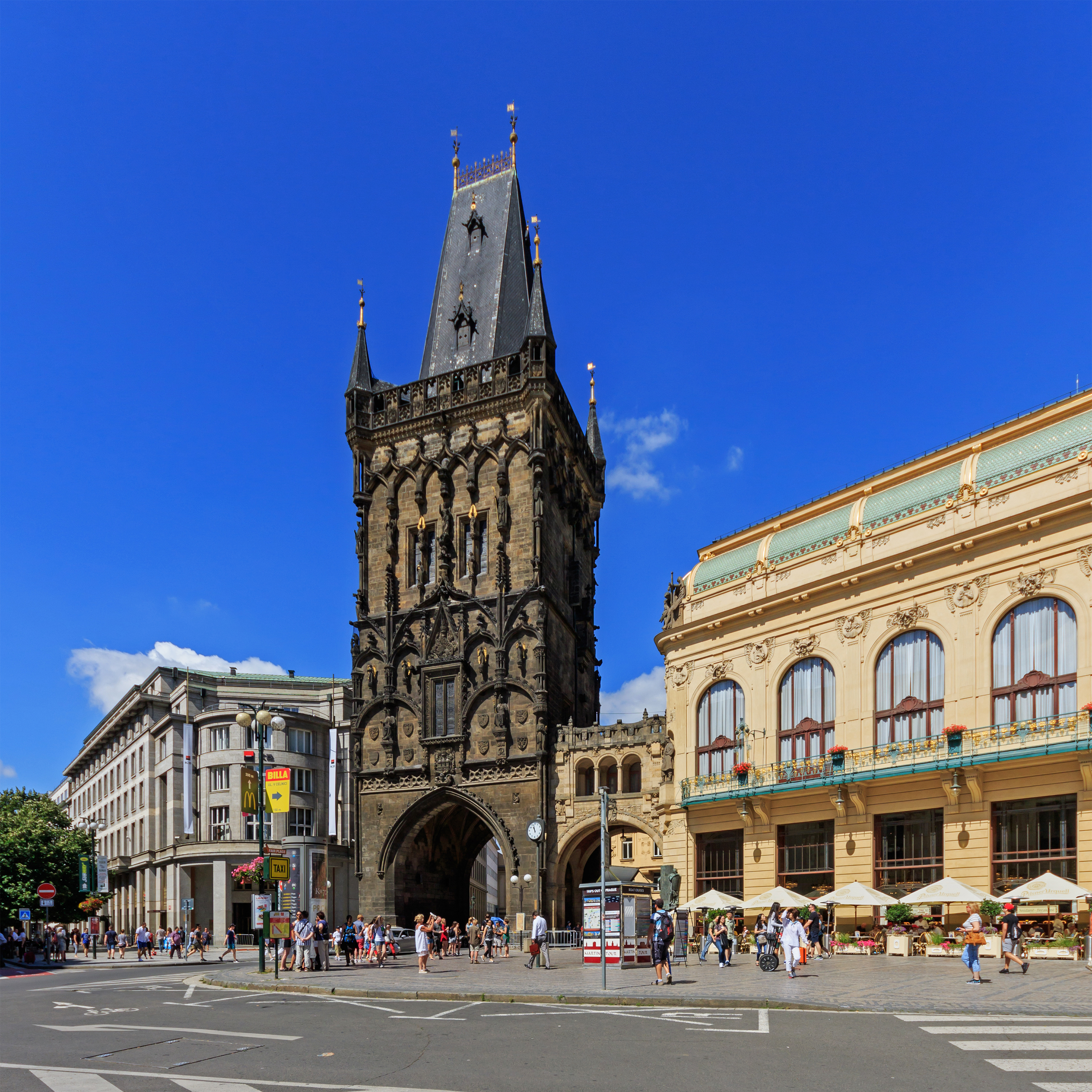
La tour poudrière vu depuis la rue Hybernska

La tour poudrière (en tchèque Prašná brána) est un des édifices les plus connus de la ville de Prague. Elle est la limite entre la vieille Ville et la nouvelle Ville.

## Histoire
À l'origine, l'une des onze portes de la fortification de la Vieille Ville, la porte Saint-Ambroise (cs), se trouvait à sa place.
Après que les murs de la Vieille Ville ont perdu leur importance avec la fondation de Nové Město en 1348 et ont cessé d'être entretenus, la porte est devenue si délabrée que les échevins de la Vieille Ville décidèrent de la démolir et d'en construire une nouvelle à sa place, qui plutôt qu'une garantie de sécurité serait une digne carte de visite de la ville, tout comme la tour du pont de la Vieille Ville à l'extrémité opposée. Sa riche décoration sculptée devait ajouter au prestige du Palais royal adjacent qui se trouvait sur l'emplacement de l'actuelle Maison municipale.
La construction a commencé en 1475 et est réalisée par Matěj Rejsek. La tour, appelée à l'origine Nová, a été fondée à près de neuf mètres sous le niveau du terrain actuel et mesurait 42 mètres de haut. Cependant, la construction est restée inachevée, car après le déménagement du roi Vladislas IV au château de Prague en 1483, la Vieille Ville s'est désintéressée de son achèvement. La tour a progressivement perdu toute fonction et à même été considérée comme abandonnée. Elle retrouva un usage à partir du milieu du XVIIIe siècle en servant d'entrepôt de poudre à canon, ce qui lui donna son nom par la suite.
Gravement endommagée pendant l’occupation prussienne de 1757, elle fut dépouillée de sa décoration abîmée. Elle n'a acquis son aspect actuel qu'après une modification puriste néogothique entre 1878 et 1886, menée par l'architecte Joseph Mocker, qui réalisa également la restructuration de la Tour Henri située à proximité. L'image de la tour du pont de la vieille ville a servi de modèle. Les principales modifications apportées par Mocker ont été l'ajout d'un nouveau toit ciselé beaucoup plus haut avec des tourelles d'angle, la réfection des décorations des façades et la suppression d'une horloge qui avait été placée au sommet de la tour au début du XIXe siècle.

## Voir aussi

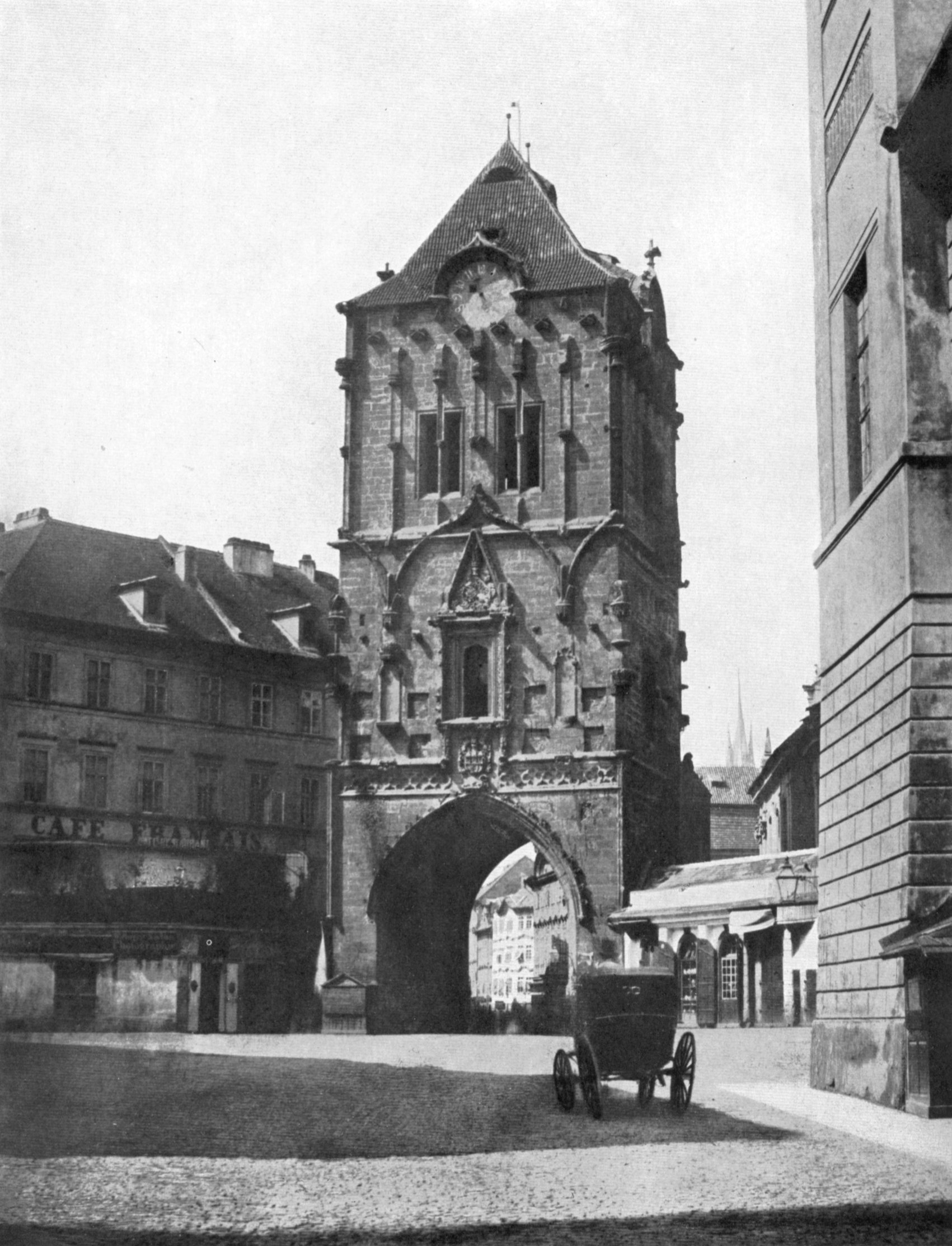
Tour poudrière en 1856